# Lahiguera
Lahiguera is een gemeente in de Spaanse provincie Jaén in de regio Andalusië met een oppervlakte van 45 km². Lahiguera telt 1.771 inwoners (1 januari 2016).